# Manoir du Rusquec
Le manoir du Rusquec est un édifice situé à Loqueffret, en France.

## Localisation
Le manoir est situé sur le territoire de la commune de Loqueffret, au lieu-dit Le Rusquec, dans le département du Finistère, en région Bretagne.

## Description
Situé au bord de la rivière Ellez au nord (devenue lac à cet endroit à la création d'une centrale hydraulique qui canalisa malheureusement la plus belle cascade de Bretagne, d'une dénivellation de 70 mètres , cet édifice consiste en un manoir à trois enclos : du nord au sud, le potager, puis le logis et ses dépendances, des remises, crèches, puits, aire à battre, fuie, et, en contrebas, le verger. L'ensemble est situé au sommet d'une colline proche de la chapelle Saint-Herbot (classée) où d'importantes foires et un pardon se déroulaient au début du XVIe siècle. Le premier seigneur du Rusquec apparut en 1427 à la réformation, et les plus anciennes archives du manoir conservées aux archives départementales du Finistère sont postérieures au début du XVIe siècle. Il semblerait qu'une partie de la construction qui nous est parvenue soit l'oeuvre d'Anceau du Rusquec, mort en 1522, qui épousa en 1480 Françoise de Rosnyvinen, et de son fils, Anne Jehan, mort en 1536. Un corps de logis fut ajouté au nord au milieu du XVIIe siècle ; celui-ci est remisé en partie (oeuvre d'Alan de Kerlech du Chastel, marié à Renée de Lannion en 1637 ; voir aveu de 1653 conservé aux archives départementales).

## Historique
Le manoir est inscrit partiellement (vasques situées dans le parc du manoir, façades et toitures du logis, puits, pigeonnier, vestiges de l'ancien corps de logis, vestiges de l'enceinte du manoir) au titre des monuments historiques par arrêté du 26 mai 1986.

## Galerie

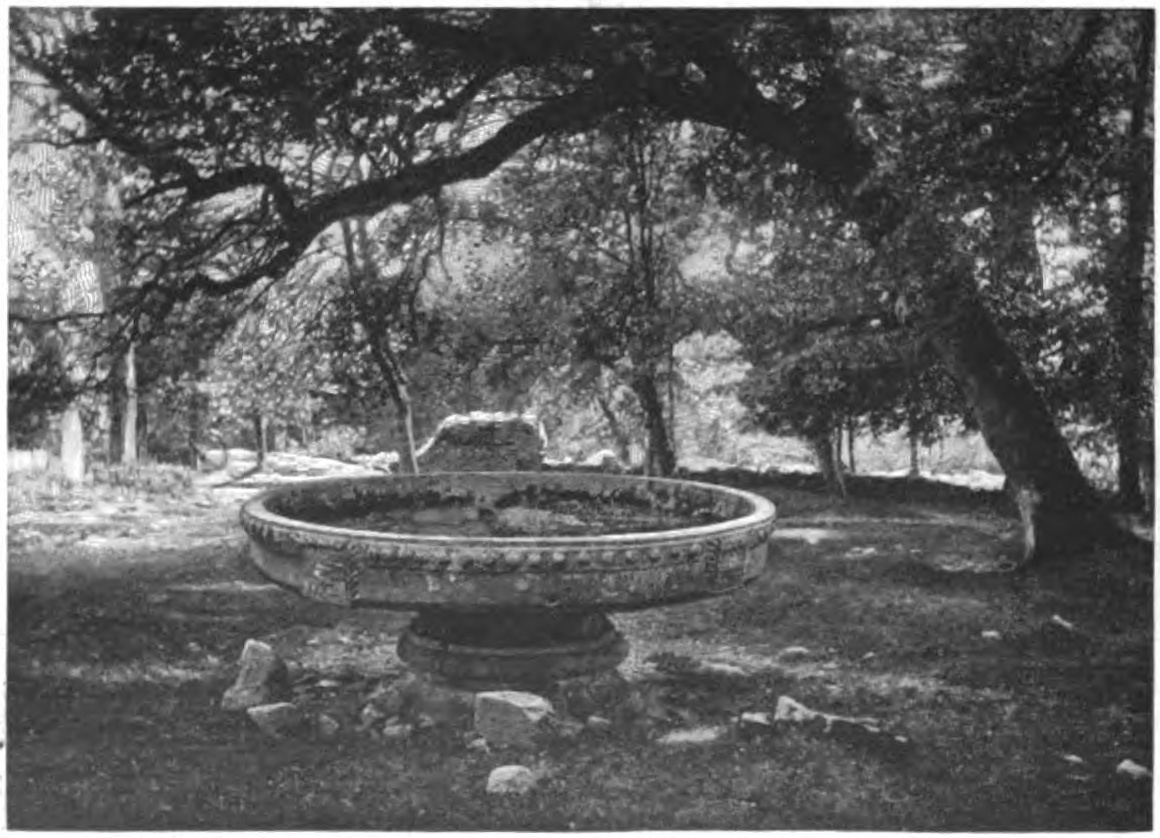
Vasque auprès des ruines du manoir du Rusquec (photographie de 1903 par Paul Gruyer.
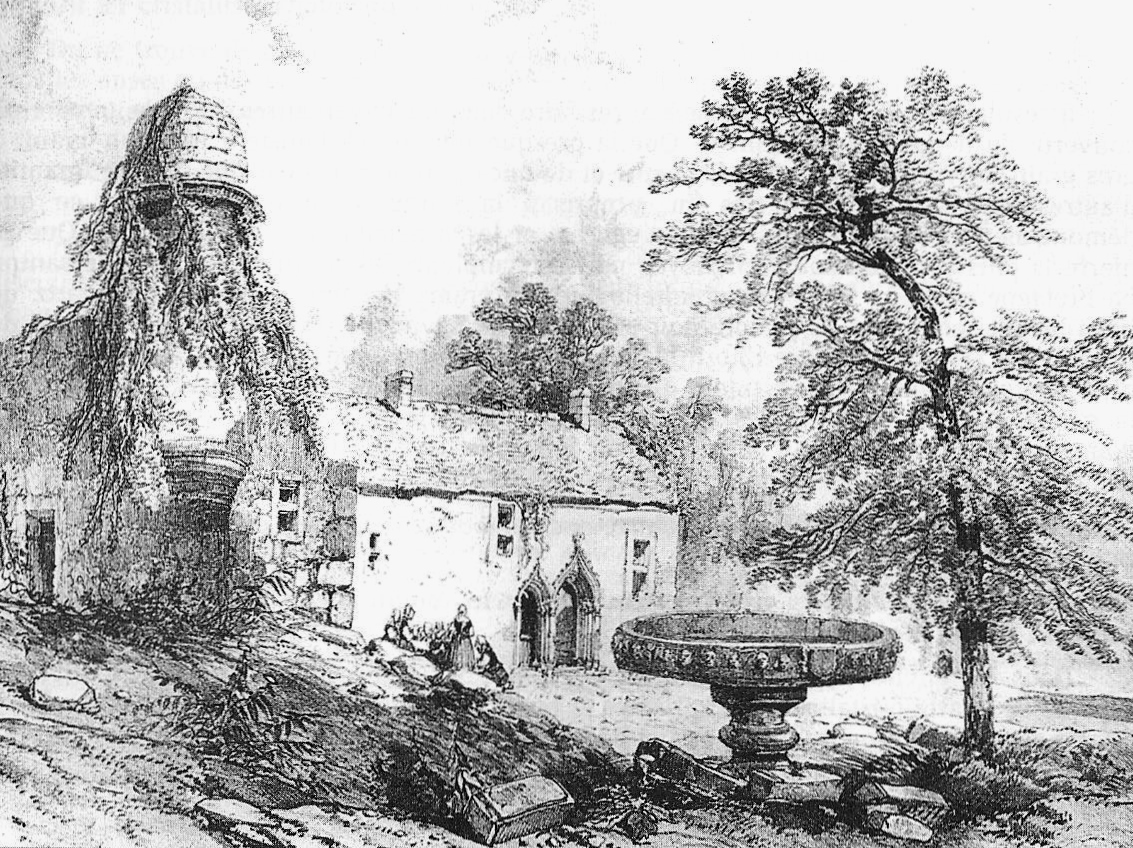
Gravure publiée dans l'ouvrage Voyages pittoresques et romantiques ... Auguste Mayer (1805-1890) et Eugène Ciceri (1813-1890).